# Virement de bord

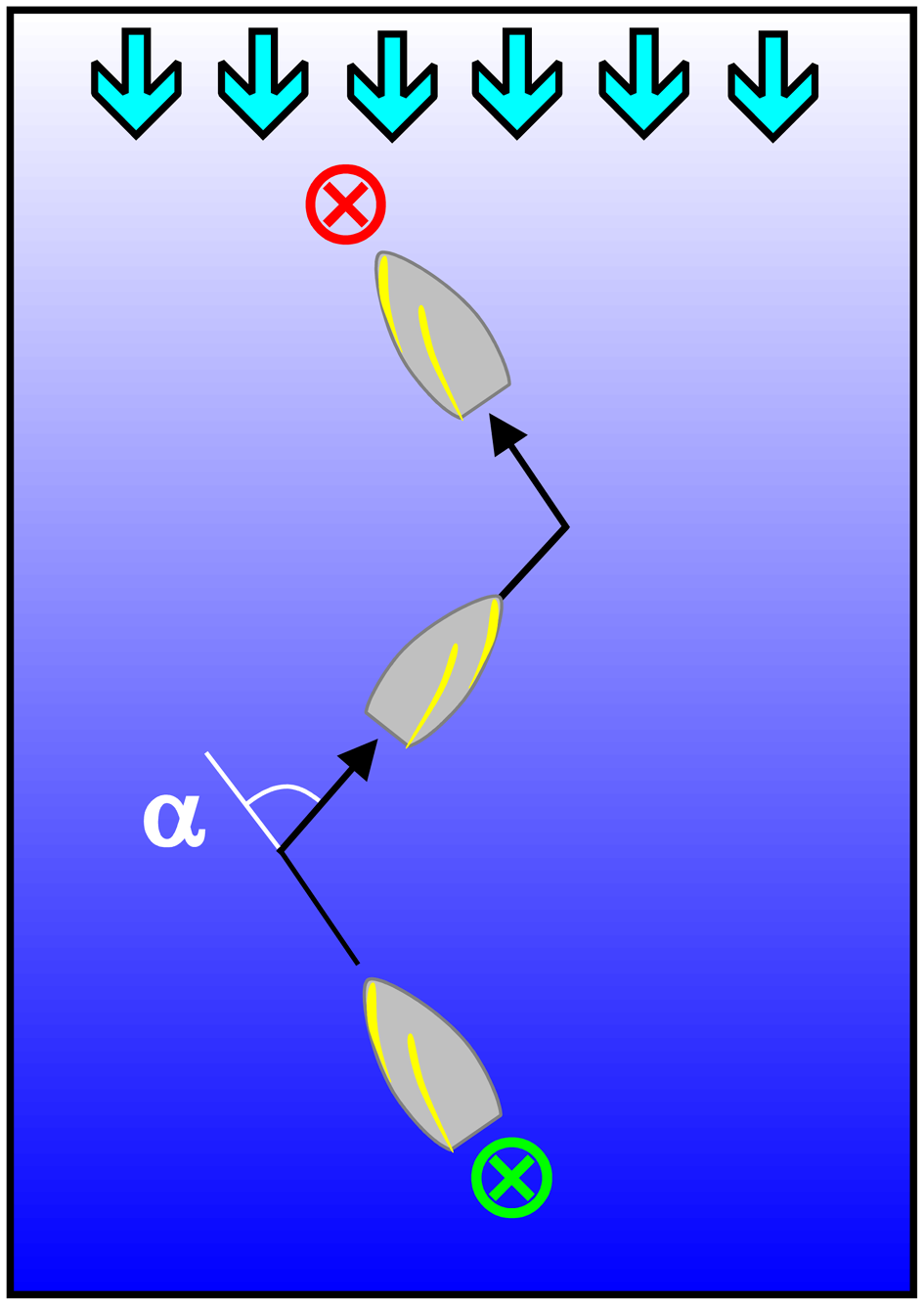
Virement de bord avec un gréement bermudien.

Sur un voilier, un virement de bord est une manœuvre qui consiste à faire tourner le bateau face au vent de manière à changer le côté du bateau qui reçoit le vent. On l'appelle également virement par vent de face (« vent debout »).

Le terme anglophone très couramment utilisé en voile est tacking.

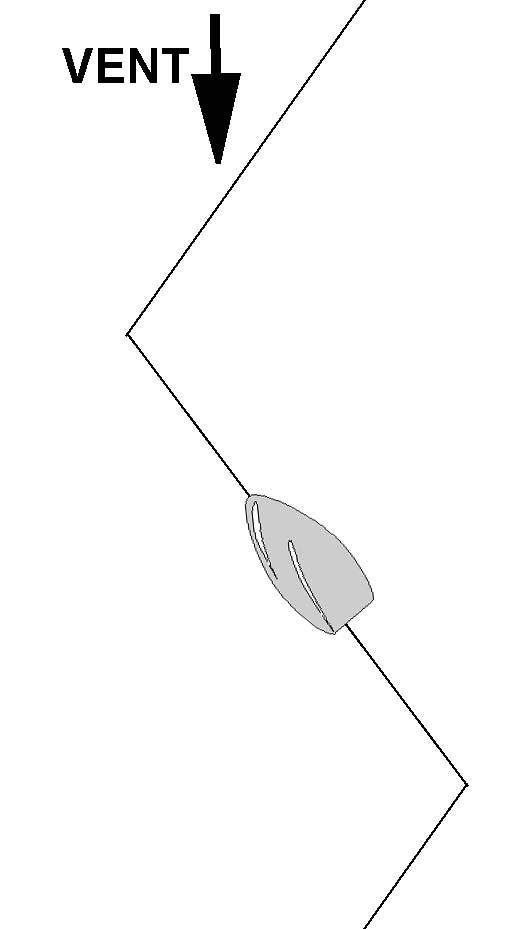
Louvoyage : Action de remonter le vent par virement successif.

Cette manœuvre est typique d'un voilier cherchant à remonter le vent en effectuant un louvoyage : Ne pouvant pas naviguer face au vent, il enchaîne les virements de bord pour tenter de tenir une route moyenne, en formant une trajectoire en zigzag.
La manœuvre opposée qui consiste à virer par vent arrière est appelée quant à elle empannage ou virement « lof pour lof ».

## Description de la manœuvre

### Principe
Le virement de bord consiste à :
- Changer de cap pour changer d'amure, ce qui nécessite de virer d'environ 90° pour franchir le secteur où les voiles ne sont pas efficaces
- Faire passer la ou les voiles d'avant d'un bord sur l'autre et la régler sur le nouveau bord
- Faire passer la grand-voile d'un bord sur l'autre et la régler sur le nouveau bord

À la suite d'un virement, le côté du bateau qui était sous le vent passe au vent, et vice-versa.
Cette manœuvre, pour être réussie, nécessite une bonne coordination des membres de l'équipage qui auront chacun une tâche différente :
- Le barreur fait virer le bateau en synchronisant son action avec celle des autres équipiers
- Un équipier libère l'écoute bordée sous le vent de la voile de devant
- Un ou deux équipiers récupèrent l'écoute au vent qui va devenir l'écoute sous le vent et la borde
- Un équipier s'occupe du réglage de l'écoute de grand-voile
- Si le bateau possède des bastaques, un équipier libère la bastaque au vent avant le virement et borde l'autre bastaque une fois le virement effectué
- Un équipier (généralement le skipper) assure la coordination de la phase initiale

En équipage réduit ou en dériveur de sport une même personne réalise séquentiellement plusieurs de ces tâches.

### Les étapes

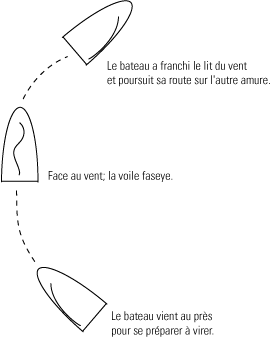
Virement à bord sur un bateau moderne

La description qui suit s'applique à un voilier quillard doté d'un gréement classique (Marconi). Sur un dériveur de sport, une planche à voile ou un multicoque de compétition, un voilier gréé avec une voile latine, au tiers, etc. les moments cruciaux et les gestes techniques peuvent être différents.

#### Partir duprès
Pour réaliser le virement de bord il est préférable d'être au près pour que le voilier puisse franchir le secteur de 90° où les voiles ne sont plus efficaces : si le voilier démarre la manœuvre d'une allure plus arrivée (par exemple bon plein), le bateau va devoir parcourir une plus longue distance sur l'erre (lorsque le voilier sera au près les voiles ne seront pas suffisamment bordées) et risque un manque à virer : le virement de bord échoue, le voilier se retrouve immobile, non manœuvrant dans une situation inconfortable (le bateau est chahuté par les vagues qui arrivent par l'avant), petit à petit, il reprend de la vitesse en repartant naturellement sur le bord initial mais beaucoup de temps a été perdu. Le manque à virer guette particulièrement le voilier si le vent est faible (le voilier a peu d'élan), si la mer est forte et courte (le bateau est rapidement stoppé par les vagues) ou si le bateau vire avec difficulté par manque d'inertie (multicoque).

#### Préparer le virement de bord
L'équipier chargé de larguer l'écoute sous le vent de la voile d'avant se met en position. Les chariots d'écoute de grand-voile et de foc au vent sont réglés dans la position qu'ils devront occuper après le virement de bord; pour le chariot d'écoute de grand-voile ce réglage peut ne pas être possible avant le virement. Les équipiers chargés de border la voile d'avant sous la nouvelle amure se mettent en position au vent et embraquent le bout libre de leur écoute. Le barreur met le bateau au près si ce n'était déjà fait. Si le voilier est pourvu d'un habitacle, on s'assure que tous les objets (vaisselle, bouteilles, instruments…) susceptibles de tomber après le changement de côté de la gîte sont bien calés, que les vannes actuellement au vent sont bien fermées. Les dormeurs allongés du côté au vent sur des couchettes dépourvues de toile anti-roulis sont invités à se préparer eux aussi à changer de côté.

#### Déclencher le virement de bord
Le skipper — c'est généralement à lui qu'est dévolu ce rôle — après s'être assuré que tous les équipiers sont en position et que les préparatifs sont achevés, lance un ordre « paré à virer » auquel tous les équipiers doivent répondre « paré »… si c'est le cas. Lorsque tous les équipiers sont effectivement prêts, le skipper déclenche alors le virement en annonçant « on vire » ou plus conventionnellement « envoyez ». Le skipper peut différer un peu l'exécution du virement de bord pour des raisons tactiques (en régate), pour profiter au maximum du bord en cours (dans un passage étroit) ou pour parer un obstacle (bateau, bouée).

#### Virer
L'enchaînement des manœuvres est initié par le barreur qui fait loffer le voilier. La voile d'avant se dévente progressivement ; l'équipier chargé de l'écoute au vent largue celle-ci franchement ni trop tôt ni trop tard. S'il la largue trop tôt, la voile d'avant n'aidera pas à faire pivoter le bateau. De plus elle va battre plus longtemps avec le risque d'abîmer ou fatiguer la voile d'avant et de coincer l'écoute dans un obstacle sur le pont avant. Si la voile est larguée trop tard, l'écoute sous l'autre amure sera bordée dans de mauvaises conditions alors que la voile est déjà gonflée sur l'autre bord.
Dès que l'écoute au vent est larguée, les équipiers chargés de l'écoute sur l'autre amure commencent à l'embraquer. Là également il faut agir au bon moment. Si l'écoute est reprise trop tôt, la voile peut se gonfler à contre et entraîner un manque à virer ; trop tard, la voile est gonflée au moment de la manœuvre et nécessite de déployer de grands efforts pour embraquer une grande partie de l'écoute ; en régate une manœuvre trop longue fera perdre des places. Pour embraquer l'écoute sur un voilier d'une certaine taille (dépend aussi de la force du vent), l'écoute est passée autour du winch d'écoute : au début, lorsqu'il faut embraquer à la main de grandes longueurs, 1 tour suffit (il faut éviter de surpatter) puis quand l'écoute se durcit sous la traction de la voile, 3 ou 4 tours sont passés et la manivelle de winch est utilisée. Durant toute la manœuvre le barreur a viré progressivement. Si le voilier n'est pas en régate, le barreur peut aider les équipiers qui bordent la voile d'avant, en gardant un cap qui maintient celle-ci légèrement déventée (mais cette manœuvre nécessite un bon barreur car il y a un grand risque de manque à virer). 
Si le voilier en comporte, la bastaque sous le vent a été larguée en même temps que l'écoute et la bastaque au vent est bordée avant que la voilure porte à plein. Le chariot d'écoute de grand-voile est si nécessaire réglé, de préférence au moment où la grand-voile ne porte pas, la manœuvre consiste donc à déplacer le chariot d'écoute dans une position symétrique par rapport à l'axe du bateau. 

#### Reprendre la route
Une fois le virement de bord achevé, le bateau ayant perdu de la vitesse, le barreur doit souvent relancer, en abattant au-delà du cap qui doit être suivi en cas de louvoyage (à 45° du vent). Une fois le bateau relancé, le barreur se remet au près.

## Virements sur différents types de bateaux

### Virement de bord sur un multicoque

Schéma montrant différentes trajectoires d'un navire louvoyant face au vent. Un navire naviguant contre le vent de A à B peut virer de bord en utilisant des intervalles de tailles différentes, en prenant les chemins P1, P2 ou P3, tout en parcourant la même distance globale. Dans un canal étroit, le chemin P1 peut être nécessaire, tandis qu'en eau libre, P3 peut être préférable car il nécessite moins de virages. Dans tous les cas, le navire naviguera le plus près possible du vent.

Les multicoques ont beaucoup de mal à virer à cause de la largeur de leur coque, de leur manque d'inertie et également de la différence de distance parcourue entre la coque intérieure au virage et  celle extérieure. Pour faciliter le virement de bord, l'écoute de la voile d'avant peut être choquée plus tard : la voile gonflée à contre va alors contribuer à faire pivoter le voilier dans la bonne direction. Un manque à virer peut avoir des conséquences curieuses sur ce type de voilier. Lorsque celui-ci se retrouve bloqué face au vent, du fait de sa faible surface mouillée (surface de la coque immergée), il se met à culer (partir à reculons) à des vitesses qui peuvent atteindre plusieurs nœuds sur les multicoques de compétition. Les safrans peuvent souffrir de ce mode de navigation non orthodoxe. 
Sur les catamarans de sport légers (Hobie Cat , Dart, Nacra), quelques astuces permettent cependant de réussir le virement de bord de façon assez sûre : l'angle de barre doit être faible en début de manœuvre, puis plus accentué ensuite (pour éviter le décrochage hydrodynamique de la pale de safran et le coup de frein correspondant), l'équipage doit charger un peu l'arrière du bateau (pour éviter que les étraves ne « poussent de l'eau »). Le foc peut rester sur l'ancienne amure (foc « à contre ») et aider ainsi à la rotation du bateau. par contre la grand voile doit être choquée au moment du passage du lit du vent (sans quoi elle prend à contre et renvoie le bateau vent debout). Elle ne sera rebordée qu'une fois le bateau bien installé sur la nouvelle amure et le foc passé sur le nouveau bord. Lors de cette phase de relance il peut être utile de partir d'une allure un peu plus arrivée (le près « bon plein ») et de ne lofer que quand le bateau a repris sa vitesse.
Contrairement à un monocoque, il ne sert pratiquement à rien de « godiller » avec les safrans quand le bateau est stoppé : en raison de la grande vitesse atteint par les catamarans, les safrans sont « compensés » ou « semi-compensés », rendant l'action de godille inefficace
Dans le cas où le catamaran cule (repart en arrière) sans avoir franchi le lit du vent, une ultime parade est possible : inverser la barre à la façon d'une voiture se garant en marche arrière, assurant ainsi un virement de bord en deux temps. Possible sur un petit catamaran de plage (où les safrans sont proportionnellement plus robustes) elle est déconseillée sur un gros multicoque (risques graves pour les pales de safran et la mèche de gouvernail).

### Virement de bord sur un dériveur
Dans le petit temps, les équipages de dériveurs légers monocoques (Laser, 420...) pratiquent parfois ce qu'on appelle le « virement-bascule », consistant à se servir de leur poids pour faire immédiatement gîter le bateau sur la nouvelle amure, afin de le mettre directement dans une position idéale par rapport à sa forme de carène ; ils arrivent ainsi à ne perdre aucune vitesse lors du virement. On utilise ainsi la dissymétrie de la carène immergée qui rend le bateau « ardent » au déclenchement du virement.
Un coup de rein énergique de l'équipage dans les sangles de rappel permet d'utiliser la dérive comme une sorte de pagaie et de raccourcir la trajectoire. L'équipage ne doit changer de bord qu'une fois le lit du vent et la bôme passée au milieu de la coque... La contre-gîte ainsi créée devient une gîte positive sur le nouveau bord et un second coup de rein facilite la relance du bateau. Lors d'un virement-bascule, le gouvernail peut être braqué énergiquement, jouant le rôle d'un coup de godille. Vis-à-vis des règles de course internationales de l'ISAF et en particulier la règle 42 interdisant d'utiliser l'énergie corporelle pour propulser le bateau en régate, le virement-bascule est une pratique limite... les règles précisent que le voilier ne doit pas acquérir un avantage de vitesse du fait de son utilisation. Toutefois cette technique est universellement utilisée et la frontière entre action permise et action illégale très sujette à interprétation par les arbitres.

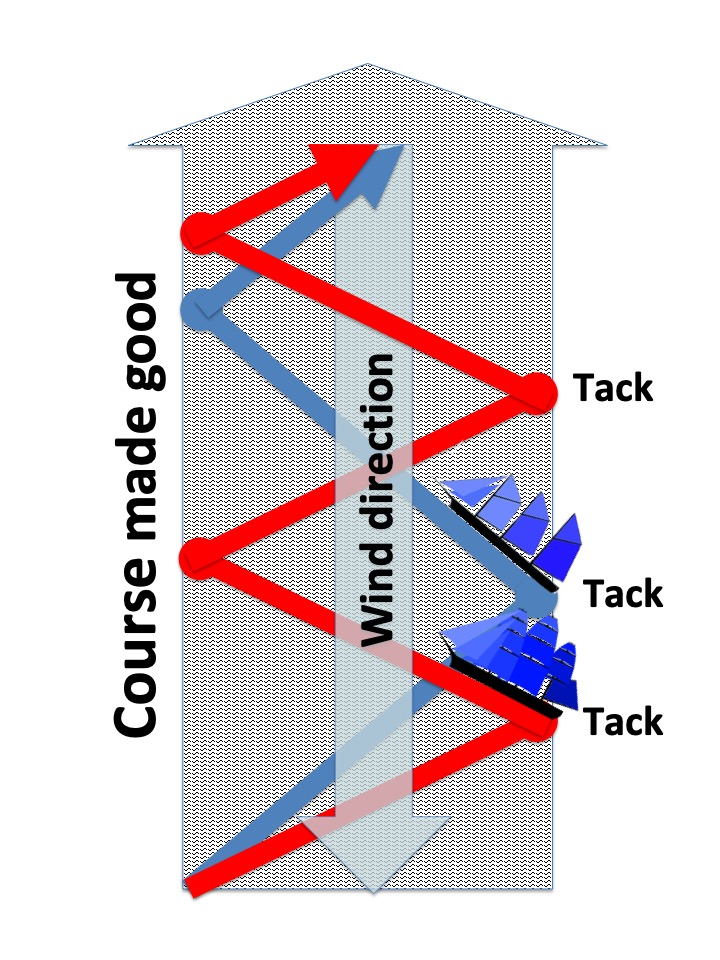
Différence de course pour remonter le vent entre un gréement aurique et un gréement carré. Les navires à gréement carré ne peuvent virer qu'à 60° du vent, tandis que les navires à gréement aurique peuvent virer à 45° au vent (voire moins), de sorte que le navire à gréement carré doit parcourir une distance plus longue que le navire à gréement aurique pour atteindre un cap par vent de face.

### Virement de bord et gréement carré
Les anciens navires à voiles carrées remontaient mal au vent et étaient le plus souvent dans l'incapacité de virer vent devant, alors qu'un virement vent arrière posait peu de difficultés. La solution usuelle pour changer d'amure était donc d'abattre en grand pour réaliser un virement lof pour lof et lofer sur la nouvelle amure.
Lorsque le virement de bord vent devant était utilisé, il fallait non seulement utiliser la voile d'artimon comme une sorte de gouvernail aérien, laisser porter  les focs à contre, mais aussi « masquer toutes les voiles (le phare) du mât de misaine, qui était ensuite réorienté (contre-brassé) avec beaucoup de difficulté, et basculait (toupillait) brutalement, dans une manœuvre faite à bras d'hommes. Sur la fin de l'ère de la voile les puissants treuils à brasser facilitèrent l'opération mais la manœuvre demeurait hasardeuse et les manque-à-virer n'étaient pas rares, c'est pourquoi traditionnellement le commandement de virer vent debout par gros temps s'accompagnait de l'expression : « à Dieu Vat ».
On cite cependant le cas d'un grand voilier de la Compagnie Bordes, qui désemparé de quasiment toutes ses voiles, et dont la cargaison avait ripé dans une tempête, au tout début du XXe siècle, manqua de peu de s'écraser sur le récif de Tuskar rock à l'entrée de la mer d'Irlande, puis, se trouvant devant l'entrée du canal de Bristol, demanda un remorqueur pour entrer dans ce port. Le patron du remorqueur, considérant qu'il s'agissait du sauvetage d'un navire en détresse réclama la somme alors exorbitante de mille livres sterling. Le capitaine du voilier réussit, malgré sa voilure en loques, à accomplir  un virement de bord, démontrant qu'il était manœuvrant, sur quoi le patron du remorqueur anglais, admiratif, baissa ses prétentions à cent livres seulement, ce qui fut accepté.

### Virement de bord avec une voile au tiers ou une voile latine
Avec une voile au tiers ou une voile latine, le virement nécessiterait de gambeyer. Sur une voile latine, cette manœuvre, appelée pour cette voile faire le car, est fréquemment omise, la voile restant à la mauvaise main.